# Contea di Edwards (Texas)
La contea di Edwards (in inglese Edwards County) è una contea dello Stato del Texas, negli Stati Uniti. La popolazione al censimento del 2010 era di 2 002 abitanti. Il capoluogo di contea è Rocksprings. La contea è stata creata nel 1858 ed in seguito organizzata nel 1883. Prende il nome da Haden Edwards, uno dei primi coloni di Nacogdoches, Texas.

## Geografia fisica
| Anno | Popolazione | ±%     |
| ---- | ----------- | ------ |
| 1880 | 266         |        |
| 1890 | 1,970       | 640.6% |
| 1900 | 3,108       | 57.8%  |
| 1910 | 3,768       | 21.2%  |
| 1920 | 2,283       | −39.4% |
| 1930 | 2,764       | 21.1%  |
| 1940 | 2,933       | 6.1%   |
| 1950 | 2,908       | −0.9%  |
| 1960 | 2,317       | −20.3% |
| 1970 | 2,107       | −9.1%  |
| 1980 | 2,033       | −3.5%  |
| 1990 | 2,266       | 11.5%  |
| 2000 | 2,162       | −4.6%  |
| 2010 | 2,002       | −7.4%  |

Secondo l'Ufficio del censimento degli Stati Uniti d'America la contea ha un'area totale di 2120 miglia quadrate (5500 km²), di cui 2118 miglia quadrate (5490 km²) sono terra, mentre 2,0 miglia quadrate (5,2 km², corrispondenti allo 0,09% del territorio) sono costituiti dall'acqua.

### Strade principali
- U.S. Highway 277
- U.S. Route 377
- State Highway 41
- State Highway 55

### Contee adiacenti
- Sutton County (nord)
- Kimble County (nord-est)
- Kerr County (est)
- Real County (sud-est)
- Uvalde County (sud-est)
- Kinney County (sud)
- Val Verde County (ovest)